# Fotoelectrochimie
Fotoelectrochimia este domeniul de studiu al interacției dintre lumină și sistemele electrochimice. Este un domeniu de studiu activ cu multe dezvoltări recente mai ales în conexiune cu sistemele de conversia electrochimică a energiei.